# Death Game
Death Game – amerykański film grozy z 1977 roku.

## Treść[1]
George Manning wpuszcza do domu dwie młode dziewczyny, którym zepsuł się samochód. George udziela im schronienia i wkrótce zostaje przez nie uwiedziony. Nie wie jednak, że jego nowe znajome są niebezpiecznymi psychopatkami.

## Obsada
- Sondra Locke - Agatha Jackson
- Colleen Camp - Donna
- Seymour Cassel - George Manning
- Beth Brickell - Karen Manning
- Michael Kalmansohn - Deliveryboy
- Ruth Warshawsky - Mrs. Grossman